# 川崎杏奈
川崎 杏奈（かわさき あんな、1977年10月12日 - ）は、日本の元AV女優。
東京都出身。

## 略歴
- 1996年 - 『18歳の秘密』でAVデビュー。

## 作品

### アダルトビデオ
- 18歳の秘密（1996年9月27日、アトラス21）
- 妹の胸の中で（1996年10月29日、アトラス21）
- 制服ヴィーナス（1999年7月30日、メディアバンク）他出演:望月かおり、永井まどか、岡本千夏、夏樹みゆ、筒井チカ、木ノ内つぐみ、柏木綾、榊ありな、みなみありす
- THE 妹FUCKER 4時間（2004年7月16日、メディアバンク）他多数出演
- THE ブルセラFUCKER 4時間（2006年3月17日、メディアバンク）他多数出演

### 雑誌
- 熱写ボーイ・ジュニア 1996年10月号(表紙)
- 放課後倶楽部 1996年09月号
- ザ・ナイス 1996年12月号